# Bradford Torrey
Pour les articles homonymes, voir Torrey.
Bradford Torrey est un ornithologue américain, né le 9 octobre 1843 à Weymouth (Massachusetts) et mort le 7 octobre 1912.

## Biographie
On ne connaît que peu de choses avant la parution des premiers écrits de Torrey. Il est le fils de Samuel et de Sophronia (née Dyer) Torrey.
Après l’obtention de son baccalauréat, il commence à travailler dans une fabrique de chaussures. Après la Guerre civile américaine, vers 1870, il commence dans les services du Treasurer of the American Board of Commissioners for Foreign Missions. En 1886, son nom étant de plus en plus connu, il est embauché par un magazine populaire, Youth’s Companion. Il s’occupe la rubrique divers (Miscellany) du magazine. Il y travaille jusqu’en 1901 avant de travailler sur les journaux de Henry David Thoreau (1817-1862). Il assure une édition de luxe de Walden et supervise la première édition de ses journaux (en 14 volumes).
La première publication de Torrey paraît seulement en 1882. Il est l’auteur de treize livres sur la nature, ils sont principalement des recueils de ses articles parus dans Atlantic Monthly. Il est l’un des auteurs sur la nature les plus populaires de la fin du XIXe siècle aux côtés de H.D. Thoreau, de John Burroughs (1837-1921) et de John Muir (1838-1914). Les écrits de Torrey contribuent sensibiliser les premiers touristes. Il promeut l’observation des oiseaux dans la nature (y compris dans les villes), outre ses articles pour des magazines grand public, il fait paraître ses observations dans des revues ornithologiques comme Bird-Lore, The Auk, The Condor... À la fin de sa vie, l’observation des oiseaux est une activité très populaire et fait partie des cursus universitaire.

## Liste partielle des publications
- 1885 : Birds in the bush[1] (Houghton, Mifflin and company, Boston).
- 1889 : A rambler's lease[2] (Houghton, Mifflin and company, Boston).
- 1896 : The foot-path way[3] (Houghton, Mifflin and company, Boston).
- 1896 : Spring notes from Tennessee[4] (Houghton, Mifflin and company, Boston).
- 1898 : A world of green hills; observations of nature and human nature in the Blue Ridge[5] (Houghton, Mifflin and company, Boston).
- 1901 : Footing it in Franconia[6] (Houghton, Mifflin and company, Boston).
- 1901 : Everyday birds : elementary studies[7] (Houghton, Mifflin and company, Boston).
- 1903 : The clerk of the woods[8] (Houghton, Mifflin and company, Boston).
- 1904 : Nature's invitation; notes of a bird-gazer north and south[9] (Houghton, Mifflin and company, Boston).